# Brachyolene
Brachyolene es un género de escarabajos de cuernos largos de la subfamilia Lamiinae. Nueve especies se encuentran en África.

## Especies
Contiene las siguientes especies:
- Brachyolene albosignata Breuning, 1958
- Brachyolene albostictica Breuning, 1948
- Brachyolene brunnea Aurivillius, 1914
- Brachyolene capensis Breuning, 1970
- Brachyolene flavolineata Breuning, 1951
- Brachyolene nigrescens Breuning, 1977
- Brachyolene ochreosignata Breuning, 1940
- Brachyolene picta (Breuning, 1938)
- Brachyolene pictula Breuning, 1940
- Brachyolene seriemaculata Breuning, 1942
- Brachyolene unicolor Breuning, 1974